# Eueana saltusaria
Eueana saltusaria är en fjärilsart som beskrevs av George Duryea Hulst 1886. Eueana saltusaria ingår i släktet Eueana och familjen mätare. Inga underarter finns listade i Catalogue of Life.